# کارلیس اولمانیس
کارلیس اولمانیس (انگلیسی: Kārlis Ulmanis; ۴ سپتامبر ۱۸۷۷ – ۲۰ سپتامبر ۱۹۴۲) یک سیاست‌مدار اهل لتونی بود. وی از آوریل ۱۹۳۶ تا ژوئیه ۱۹۴۰ رئیس‌جمهور این کشور بود.